# 御前埼灯台
御前埼灯台（おまえさきとうだい）は、静岡県御前崎市御前崎に立つ灯台。

## 概要
国の重要文化財や、日本の近代化産業遺産に認定されており、日本の灯台50選にも選ばれているほか、歴史的・文化的価値の高さから、Aランクの保存灯台に指定されている。
なお地名は「御前崎（おまえざき）」だが、灯台名は「御前埼（おまえさき）」である。

## 歴史
昔から遠州灘は航海の難所でこの沖の岩礁で座礁、難破する船も多かった。特に御前崎周辺は、黒潮と駿河湾の瀬流が激しくぶつかり合う上に、御前岩という東西150m、南北1,100mにもおよぶ暗礁群があり、この中で大根・ドイ根・傘島・赤島などと呼ばれる露出岩が干潮時には波頭の間に時々見られるなど、昔から海の難所として船人に恐れられていた。さらに御前岩の周辺はちょうど、名古屋港・清水港・四日市港を結ぶ重要航路の変針点に当たり、これまで海難事故が絶えなかった。明治18年から昭和33年までの海難記録によると、150隻余の船が暗礁に乗り上げ多くの犠牲者を出している。
1635年（寛永12年）現在御前埼灯台がある場所に高さ2.8mで3.6m四方の見尾火灯明台が作られた。見尾火灯明台は海上から見える三面を油障子で囲み、中央に油灯を置いたというものだった。
しかし1871年（明治4年）4月8日、江戸幕府が建造した軍艦が、岬の沖合のセイゴ根に座礁する事故が発生したため、明治政府は事態を重視して高さ5mの台に2.6mの八角形のガラス張りの灯室のある灯明台に改良し、灯明台専任の勤番を置き、下役5名を灯明堂近くの五軒長屋に住まわせるという対応を取った。
1872年（明治5年）に、「灯台の父」と呼ばれる英国人リチャード・ヘンリー・ブラントンの指導のもとに工事が開始され、1874年（明治7年）5月1日に点灯を開始した。その後、第二次世界大戦中の1945年（昭和20年）7月24日、艦載機と艦砲射撃によってレンズや灯器が破壊され、 灯塔も銃弾を浴びたため、戦災復旧工事が行われ、建設当初のレンガ造の灯塔を保ったまま美しい灯台に復元された。

### 年表
- 1635年（寛永12年） - 見尾火灯明台だ作られる。
- 1871年（明治4年）4月8日 - 江戸幕府が建造した軍艦が座礁する事故が発生。
- 1872年（明治5年）5月26日 - 起工。
- 1874年（明治7年）5月1日 - 完成、初点灯[1][2]。
- 1917年（大正6年）8月23日 - 1,000W白熱電灯が使用される。
- 1928年（昭和3年）7月26日 - 貴族院書記官長の成瀬達、同書記官の長世吉、瀬古保次らが視察[6]。
- 1929年（昭和4年）5月12日 - 静岡巡覧中の賀陽宮恒憲王が御成、灯台局長の広幡忠隆侯爵が出迎えた[7]。
- 1945年（昭和20年）
  - 7月24日 - アメリカ軍が艦載機と艦砲射撃で攻撃。
  - 10月11日 - 再点灯[8]。
- 1949年（昭和24年）3月24日 - 戦災復旧工事が完成。
- 1970年（昭和45年）6月25日 - 梅雨前線豪雨により灯台直下でがけ崩れが発生[9]。
- 1981年（昭和56年） - 無線方位信号所（レーマークビーコン）を設置。
- 1983年（昭和58年）1月〜3月 - 灯塔の補強工事を実施。
- 2009年（平成21年）2月6日 - 日本国近代化産業遺産に認定。
- 2021年（令和3年） - 灯台と旧官舎が重要文化財に指定。

## 構造
灯台の高さは、地上から塔頂までが22,47m、平均海面から灯火までが54m、地上から灯火までが17m。白亜の塔形をしたレンガ造の大型灯台である。
付属施設として、無線方位信号所（レーマークビーコン）と御前埼灯台資料館が設置されている。

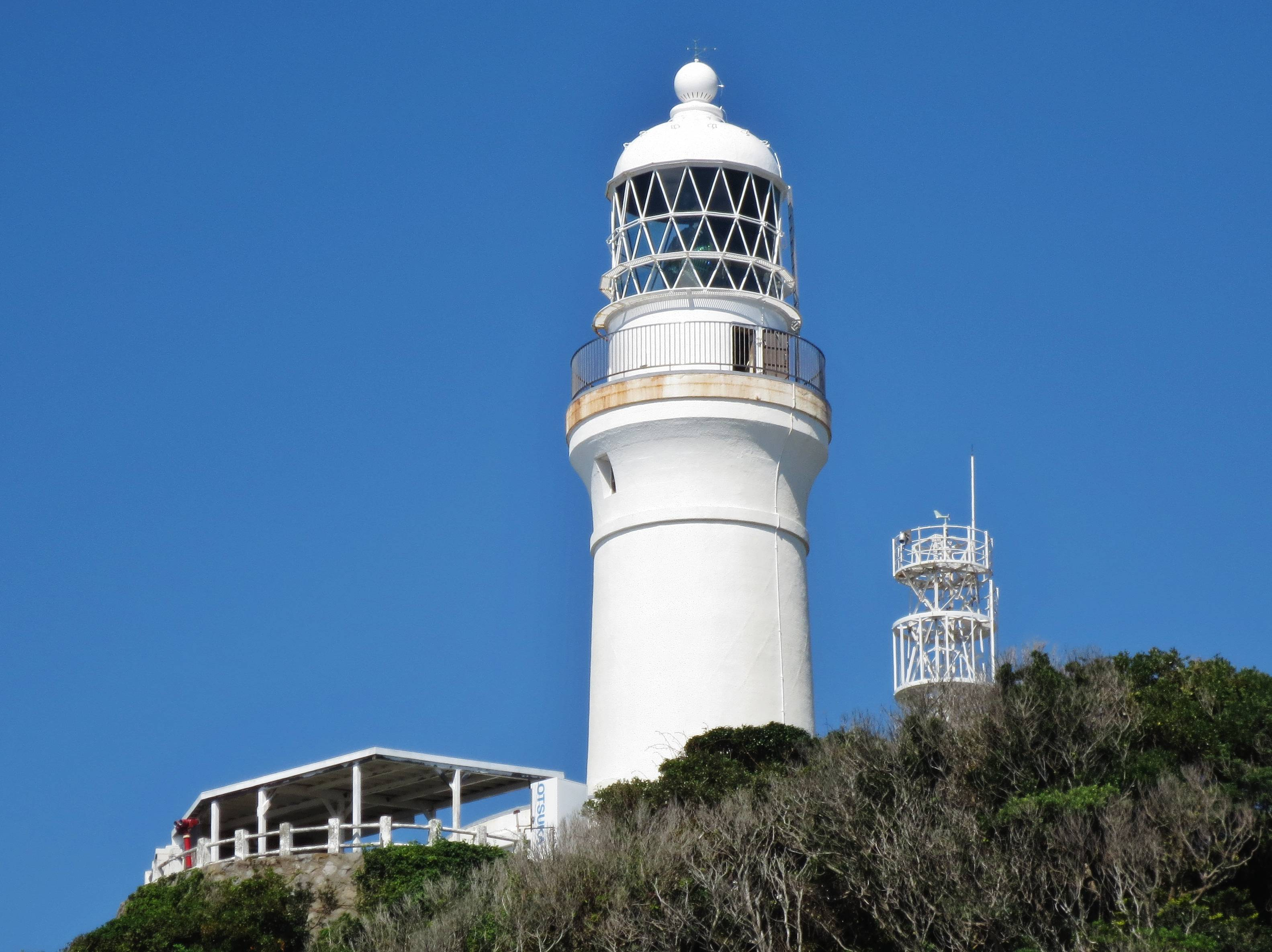
みさきの広場から見上げる
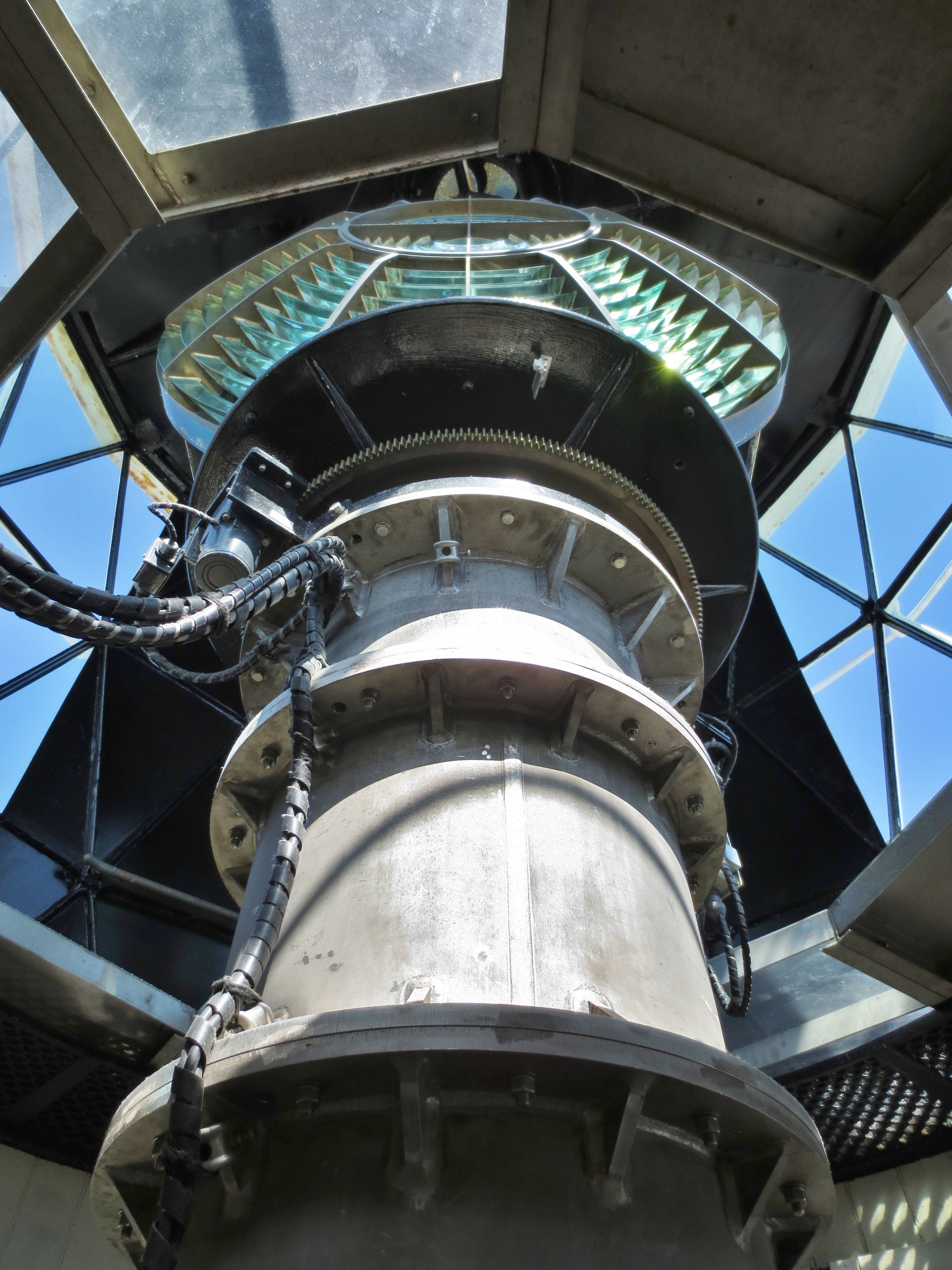
御前埼灯台のフレネルレンズ
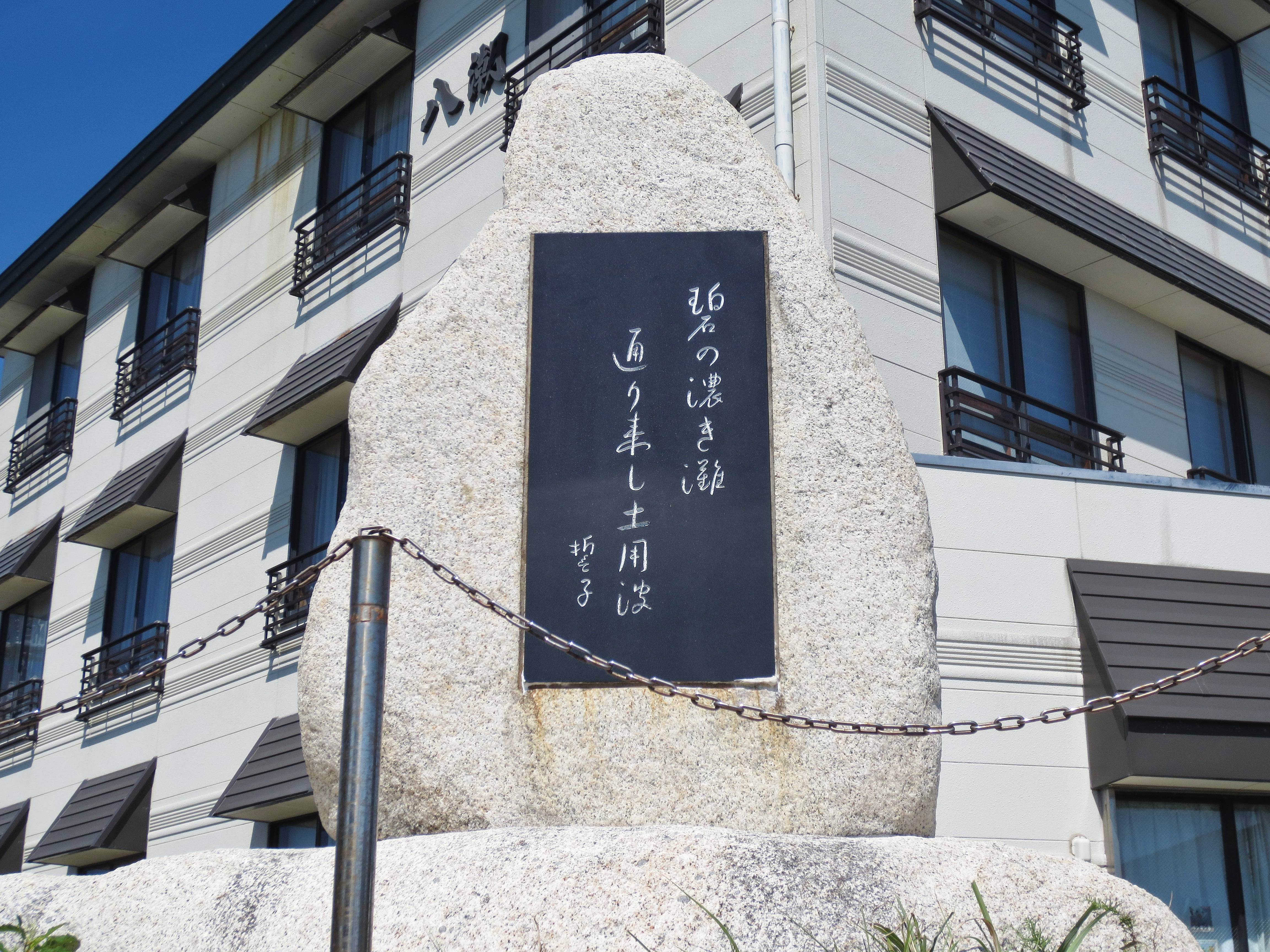
山口誓子句碑
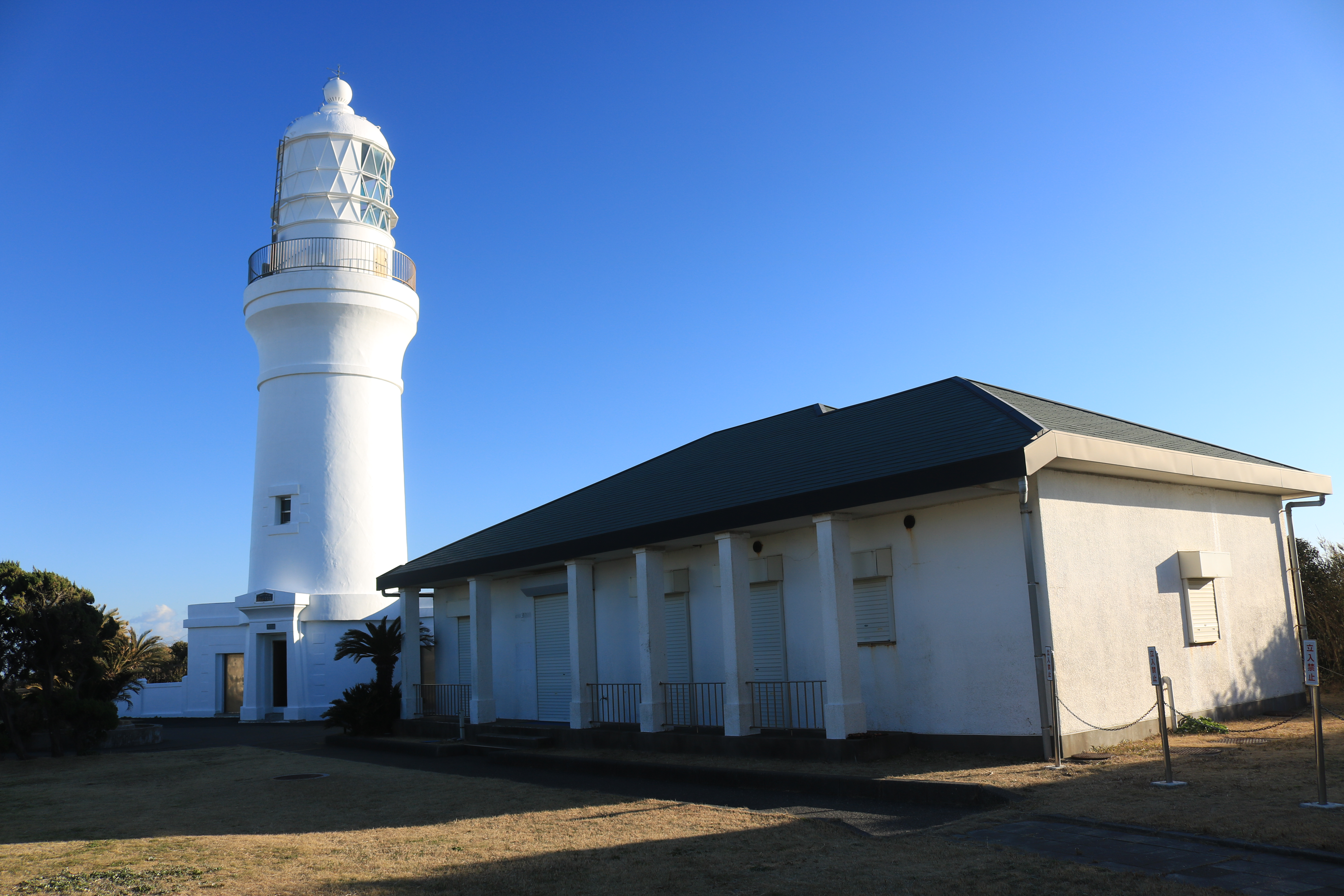
御前埼灯台資料館
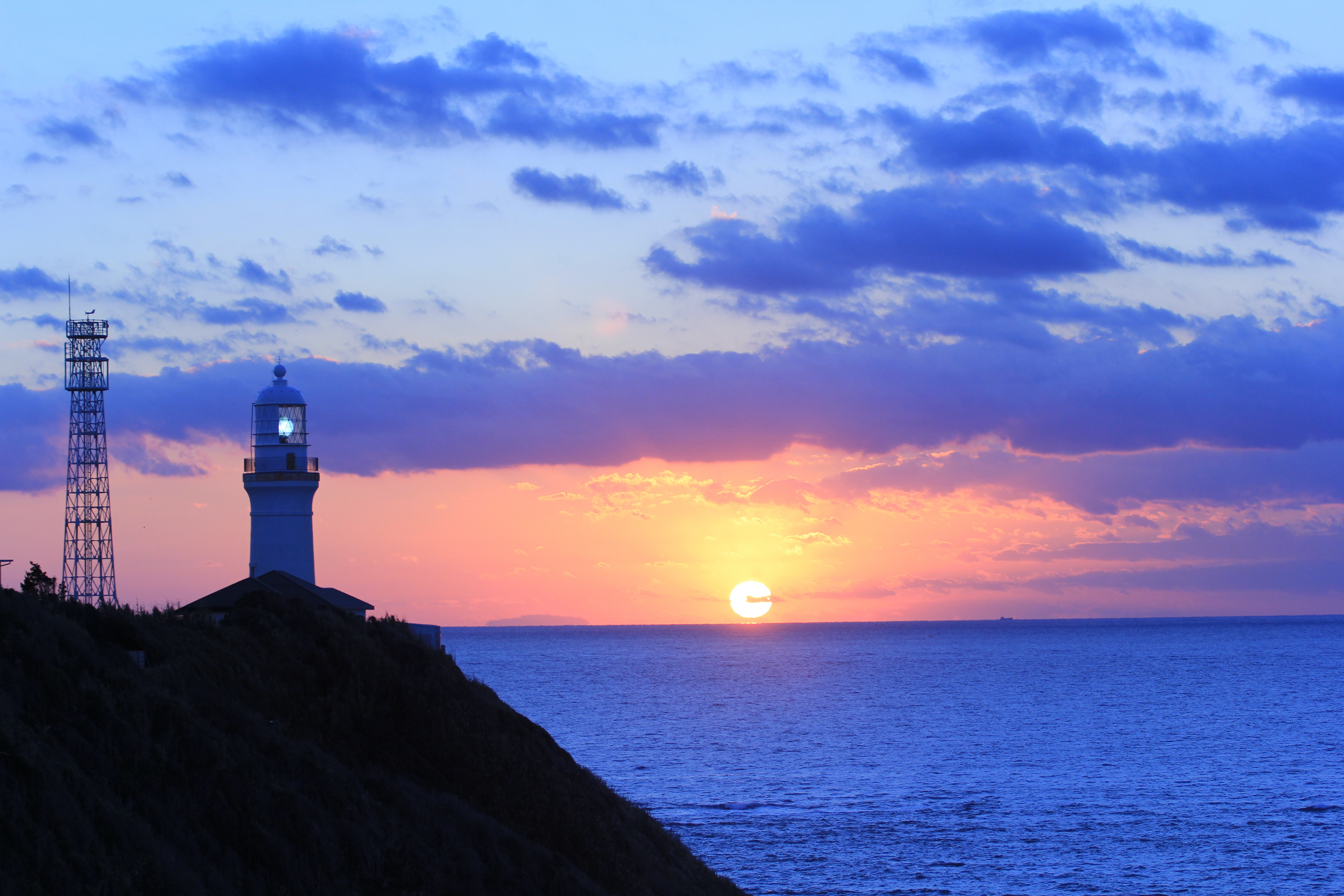
御前埼灯台と日の出

## 観光

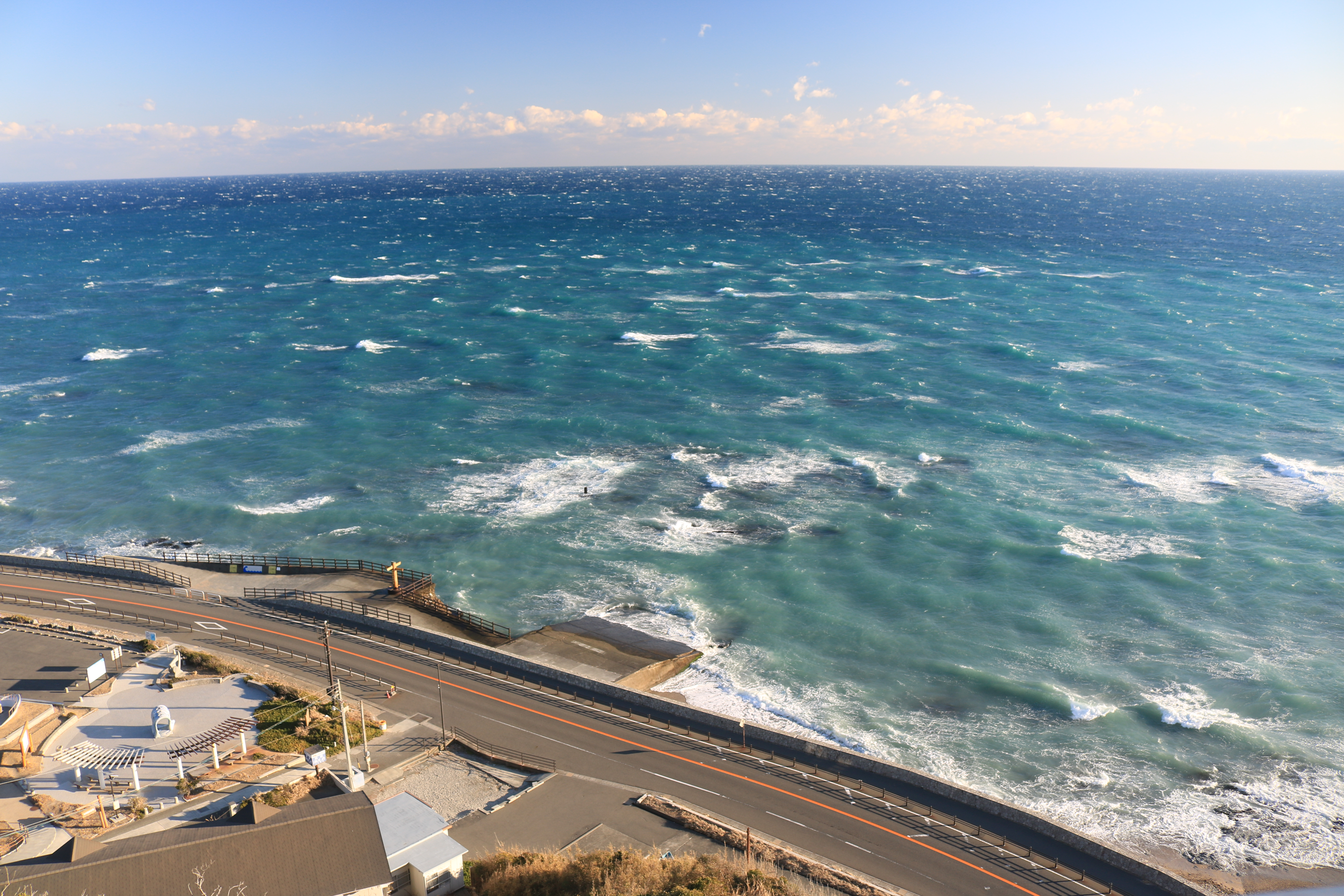
灯台上から見下ろす御前崎、海岸線を通る静岡県道357号佐倉御前崎港線と太平洋

一般公開
一般公開されている参観灯台で、小学生以下は無料、中学生以上は300円の参観寄付金を支払うことで上まで登ることができ、灯台上からは太平洋を一望することが出来る。周辺は御前崎遠州灘県立自然公園に指定されている。
灯台周辺
灯台周辺には御前崎グランドホテル、旅館潮見荘、民宿みつる、おまえざきユースホステルなどの宿泊施設がある。

## 交通アクセス

### 公共交通機関
- 静岡駅方面から
  - しずてつジャストラインの日本平線に乗り相良営業所で御前崎市自主運行バスの相良御前崎線[注 2]に乗り換え、御前崎海洋センターバス停で下車、徒歩約10分[2]。
- 菊川駅方面から
  - しずてつジャストラインの菊川浜岡線に乗り浜岡営業所で御前崎市自主運行バスの御前崎市内線に乗り換え、御前崎海洋センターバス停で下車、徒歩約10分[2]。
- 2006年度末まではしずてつジャストラインにより、静岡駅から御前埼灯台行き直通バスが運行されていたが、廃止された。

### 車

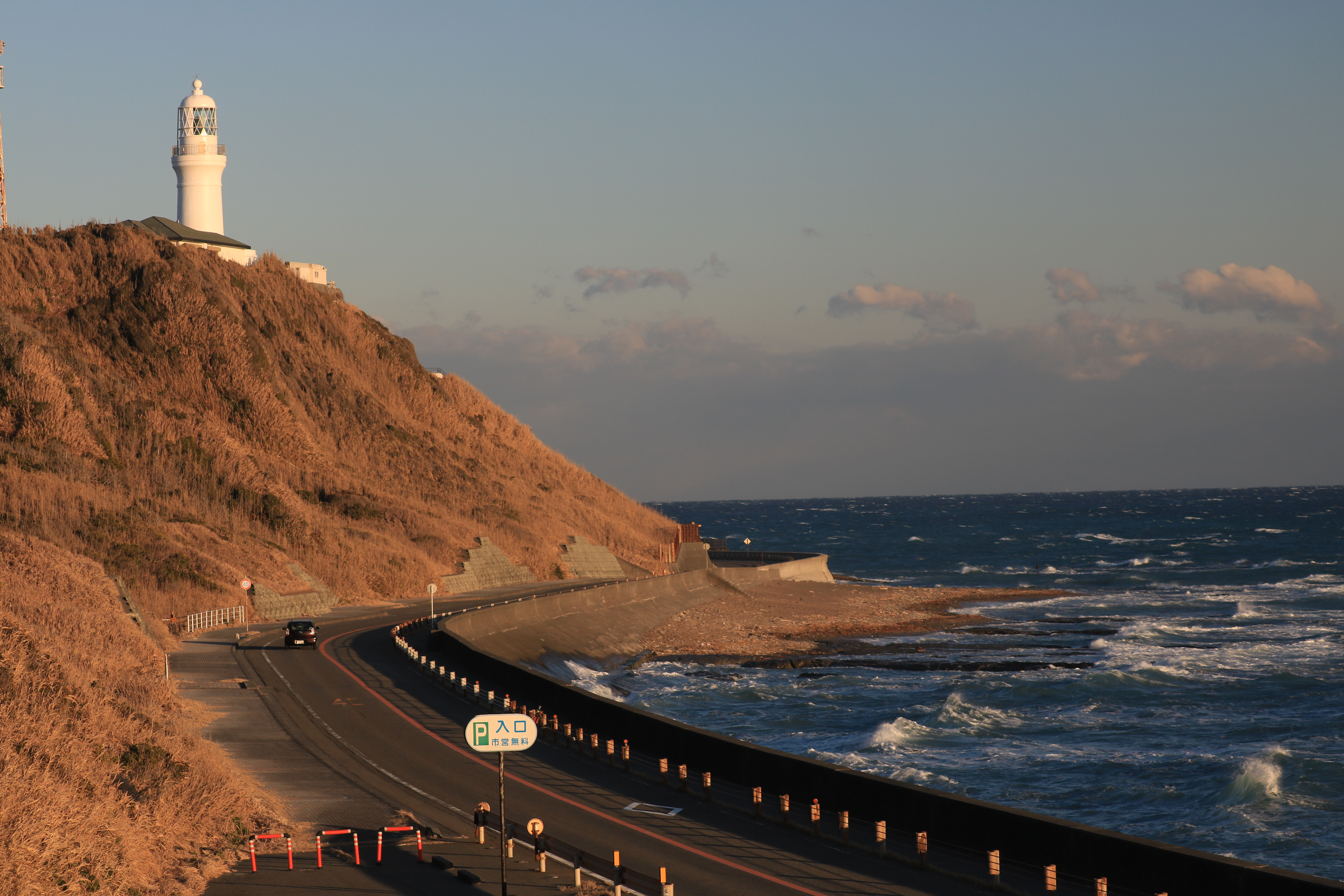
海岸線を通る静岡県道357号佐倉御前崎港線と御前埼灯台

- 東名高速道路の、相良牧之原ICや吉田ICなどが最寄りのインターチェンジ。
- 灯台直下の海岸線に静岡県道357号佐倉御前崎港線が通っている。
- 灯台付近に無料の市営駐車場がある[11]。

## 登場する作品
- 映画『喜びも悲しみも幾歳月』（1957年松竹作品・木下惠介監督）の舞台となり、ロケが行われた。
- テレビアニメ『大空魔竜ガイキング』（1976年東映動画・フジテレビ系）では大空魔竜戦隊の秘密基地とされている。ハチローは、灯台守の息子という設定。
- テレビアニメ『ゆるキャン△』では作中にて志摩リンが訪れる。